# Орлов крш
Орлов крш је планина на Цетињу у Црној Гори.
Орлов крш је локација маузолеја митрополита цетињског Данила I.